# Nguyễn Diệp
Nguyễn Diệp (5 tháng 9 năm 1929 – 28 tháng 10 năm 2022) là một sĩ quan cấp cao của Quân đội nhân dân Việt Nam, hàm Thiếu tướng, nguyên Tư lệnh Binh chủng Thông tin liên lạc.

## Khen thưởng
- Huân chương Lao động hạng Ba;
- Huân chương Quân công hạng Nhì;
- Huân chương Kháng chiến chống Pháp hạng Nhất;
- Huân chương Kháng chiến chống Mỹ, cứu nước hạng Nhất;
- Huy chương Chiến công hạng Nhất, Nhì, Ba;
- Huy chương Chiến sĩ vẻ vang hạng Nhất, Nhì, Ba;
- Huy chương Quân kỳ Quyết thắng;
- Huy hiệu 70 năm tuổi Đảng.

## Lịch sử thụ phong quân hàm
| Quân hàm |        |          |        |             |  |  |  |  |  |  |  |
| Cấp bậc  | Đại úy | Trung tá | Đại tá | Thiếu tướng |  |  |  |  |  |  |  |
|          |        |          |        |             |  |  |  |  |  |  |  |